# De kattige kat
De kattige kat is het honderdvierenzestigste stripverhaal uit de reeks van Suske en Wiske. Het is geschreven en getekend door Paul Geerts. 
Het werd gepubliceerd in TV Ekspres van 5 november 1984 tot en met 18 november 1985. De eerste albumuitgave in de Vierkleurenreeks was in februari 1986, met nummer 205.
Dit is een verhaal met veel expliciete verwijzingen naar de Eerste Wereldoorlog.

## Personages
- Suske, Wiske, tante Sidonia, Lambik, Jerom, korporaal Doelittel (dierenvriend en oud-strijder uit WO-I), Tuttebel (middeleeuwse heks), Jan en Trees, Louis en andere politieagenten, Melanie van "de Lustice Weduwe", het Leeuwtje van Bellewaerde

## Locaties
- de Westhoek (Frans-Belgische regio), Noord-Frankrijk, Wissant, het Kanaal, Ieper met de Menenpoort en “de Lakenhalle” met Belfort (toren), familiepark Bellewaerde met vele attracties zoals het Mexicaanse dorp en dieren

## Het verhaal
Lambik wil het Kanaal overzwemmen. De vrienden gaan naar Wissant bij Cap Gris-Nez, waar ze overblijfselen uit WO I zien. Suske en Wiske zien 's nachts veel katten op het strand. Tante Sidonia wordt (als bezemsteel) op zee meegenomen door de heks Tuttebel. Deze heks werd in de middeleeuwen als kat van de kerktoren van Ieper af gegooid. Als Lambik alleen terugkeert, ontmoeten ze korporaal Doelittel. Diens leven werd in de WO I gered door een kat, en elk jaar steekt de korporaal nu het Kanaal over om zwerfkatten te helpen en zo iets terug te doen.
Ze zien een brandend huis en Doelittel redt katjes die binnen zijn. De brand is aangestoken door tante Sidonia, als kat, en de vrienden komen door hun bekendheid door een politiecontrole. Opnieuw komt Doelittel op tijd om een brand te blussen en redt katjes. Sidonia gaat achter een kater aan, maar die duikt onder in het huis van Jan en Trees. Sidonia loopt richting Bellewaerde op zoek naar liefde, en Tuttebel komt bij Suske en Wiske terecht. Als Lambik terugkomt met benzine, rijdt de auto er meteen weg.
Lambik belt in een café “de Lustice Weduwe” met professor Barabas. Die stuurt Jerom als "gouden stuntman". Ze vinden Doelittel, maar Sidonia is al verdwenen. Zij heeft in het familiepark het Leeuwtje van Bellewaerde ontmoet, maar Tuttebel heeft haar in het park gevonden. Het Leeuwtje vecht met Tuttebel en vindt Suske en Wiske in een zoemend ei. Ze zijn daar door Tuttebel in verstopt. Jerom redt Sidonia van de achtbaan en de vrienden zoeken Tuttebel in Ieper. Ze vechten met haar bij de Menenpoort.
Suske, Wiske en Sidonia worden in de Ieperse Hallen opgesloten door Tuttebel, maar Doolittel en Jerom vinden hen op tijd. Dan ontploft het dynamiet. Jerom weet nog te verhinderen dat de kerktoren omvalt. Lambik – die nu vermomd is als nar - daagt de heks uit tot een gevecht. Als de heks naar beneden valt, wordt ze gepakt door de duivel; ze heeft zich voor de negende, en dus laatste, keer in een kat veranderd en verdwijnt. Tante Sidonia krijgt haar normale uiterlijk terug en Lambik metselt de fundering van de Lakenhalle opnieuw. Doelittel gaat naar huis en de vrienden gaan nog met het Leeuwtje van Bellewaerde naar het familiepark.